# Kelly Bishop
Carole „Kelly“ Bishop (* 28. února 1944 Colorado Springs, Colorado) je americká herečka a tanečnice. Od mala toužila se stát profesionální baletkou, toto přání se ji splnilo. V 18 letech se dostala skrze svůj tanec až do New Yorku, kde tančila u společnosti Radio City Music Hall. Svou první hereckou příležitost dostala v roce 1967 a sice na Broadwayi, kde hrála v muzikálech.

## Filmografie
- Friends with Kids – 2011
- A Novel Romance – 2011
- Nemocnice Mercy – 2009
- Army Wives – 2007
- Gilmore Girls Backstage Special – 2004
- My X-Girlfriend's Wedding Reception – 2001
- Gilmorova děvčata – 2000
- Skvělí chlapi – 2000
- Zákon a pořádek: Útvar pro zvláštní oběti – 1999
- Soukromé neřesti – 1997
- Café Society – 1995
- My Wildest Dreams – 1995
- Rapsodie v Miami – 1995
- Šest stupňů odloučení – 1993
- Summer Stories: The Mall – 1992
- Dospívání v Queens – 1991
- Právo a pořádek – 1990
- Ich und Er – 1988
- The Thorns – 1988
- Hříšný tanec – 1987
- Sluneční děti – 1986
- The Recovery Room – 1985
- O'Hara's Wife – 1982
- Advice to the Lovelorn – 1981
- Rozvedená žena – 1978
- One Life to Live – 1968
- As the World Turns – 1956